# Musée de la ville d'Erlangen
Le Musée de la ville d'Erlangen (Stadtmuseum Erlangen) est un musée municipal consacré à l'histoire de la ville d'Erlangen, en Allemagne. Le musée est installé dans l'ancien « Rathaus » (hôtel de ville) de la vieille ville, construit en 1733/40, et dans une maison de ville attenante. Sa cour sert de lieu pour des concerts, des lectures, des projections de films et d'autres événements en plein air.

## Histoire
Le premier musée d'histoire locale d'Erlangen (« Heimatmuseum ») a été ouvert en 1919 dans l'ancien château d'eau (anciennement l'université « Karzer »). En 1964, le musée de la ville a été rétabli et rouvert dans l'ancien hôtel de ville sous son nom actuel,.

## Des exhibitions
L'exposition permanente documente l'histoire de la région de la préhistoire au XXe siècle, en mettant l'accent sur l'époque baroque d'Erlangen avec l'érection de la nouvelle ville prévue, ses manufactures huguenotes, la résidence margraviale et la fondation de l'actuel Université Friedrich-Alexander d'Erlangen-Nuremberg, la deuxième plus grande université de Bavière. D'autres sujets incluent l'ère industrielle et la transformation de la ville dans le contexte de l'histoire allemande. La visite se termine avec le développement d'Erlangen en tant que "ville Siemens" après la fin de la Seconde Guerre mondiale. Le musée abrite une importante collection sur les métiers huguenots (tisseurs de bas, gantiers, tanneurs blancs et tisseurs de tapis).
Les expositions temporaires couvrent une grande variété de sujets, tels que les événements importants de l'histoire de la ville, l'histoire des sciences et de la médecine et les arts visuels.

## Galerie

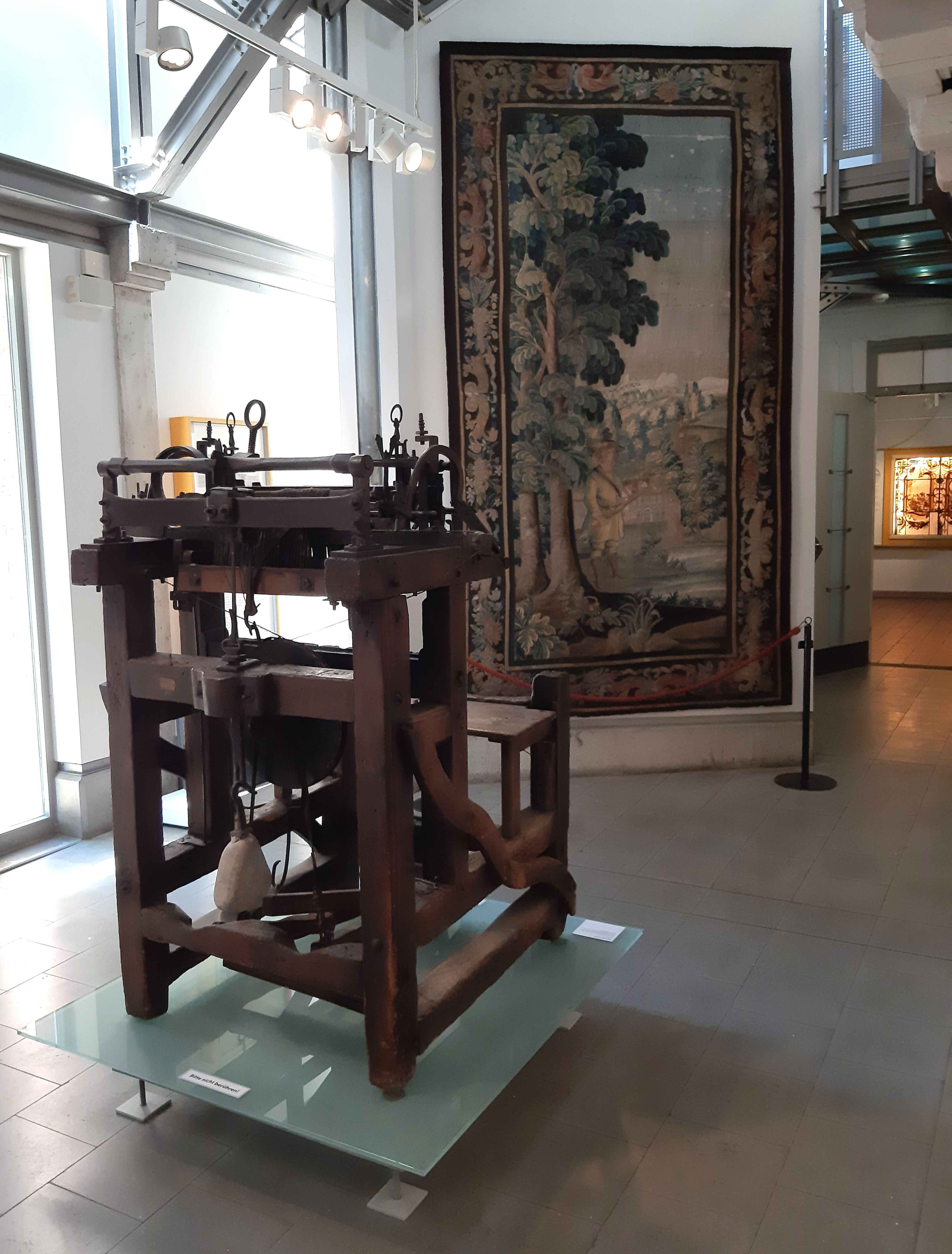
Un cadre de bas de bonneterie du XVIIIe siècle
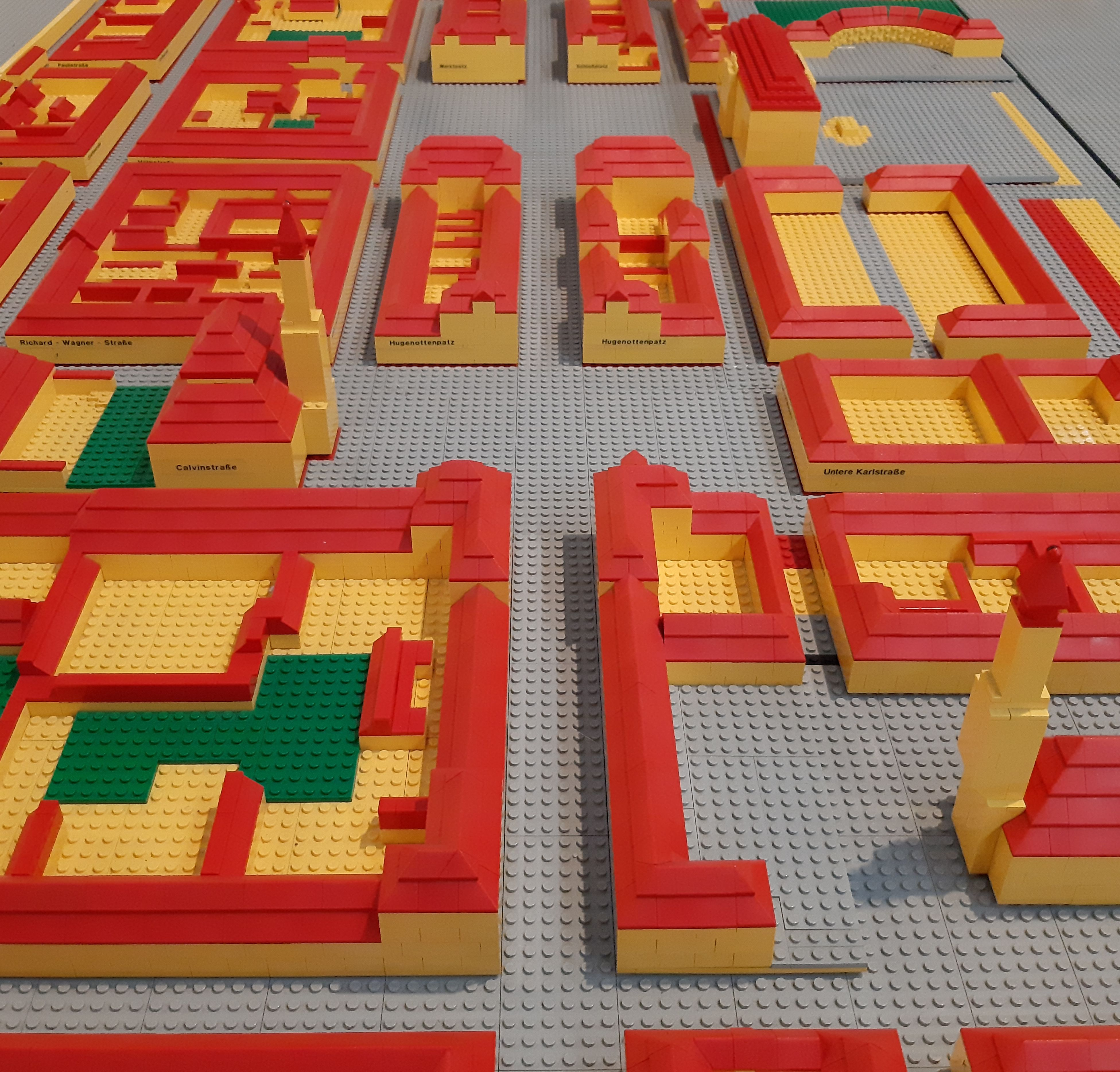
« Modèle Lego » de la nouvelle ville prévue
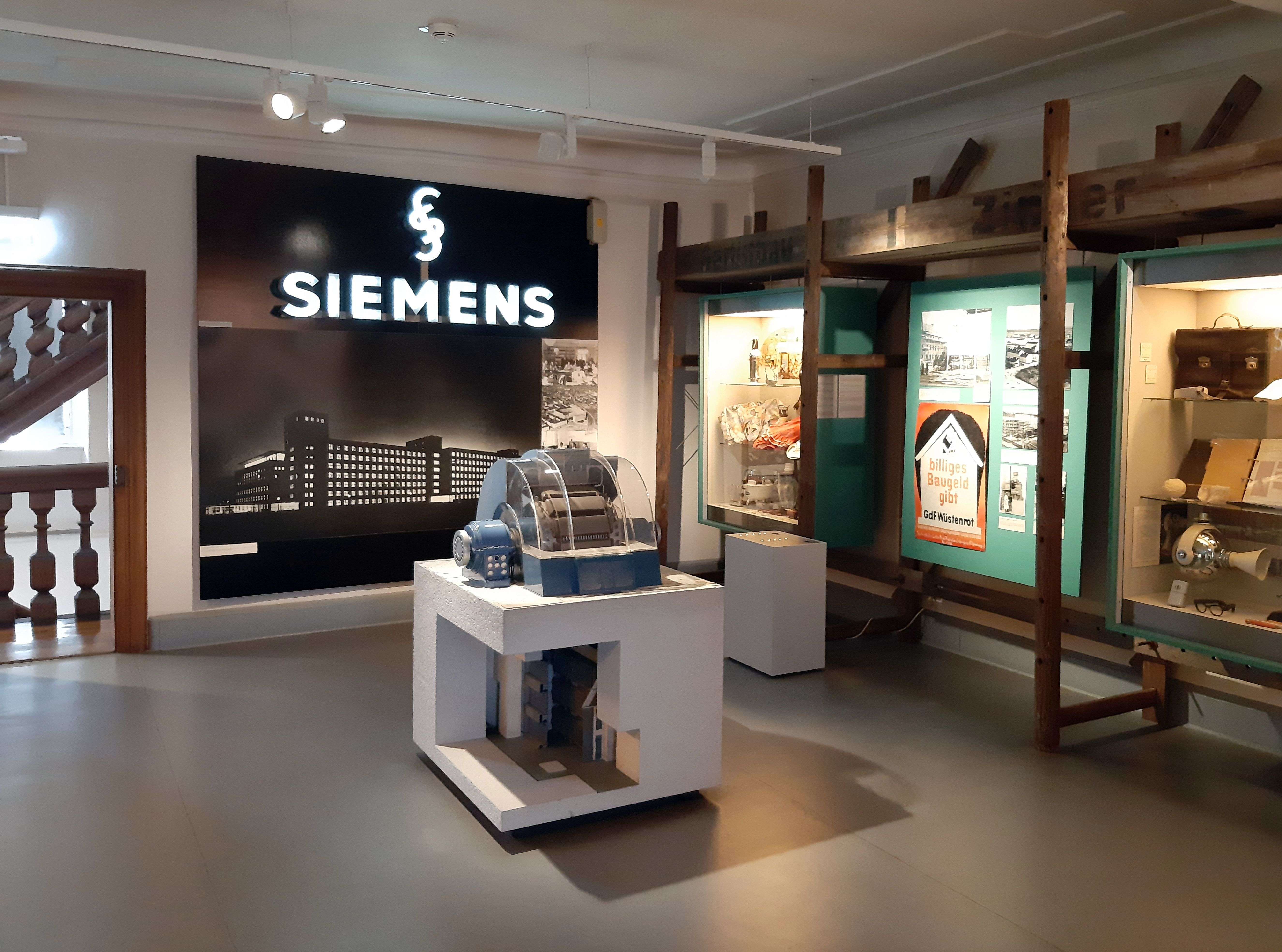
Zone d'exposition sur l'histoire d'après-guerre d'Erlangen
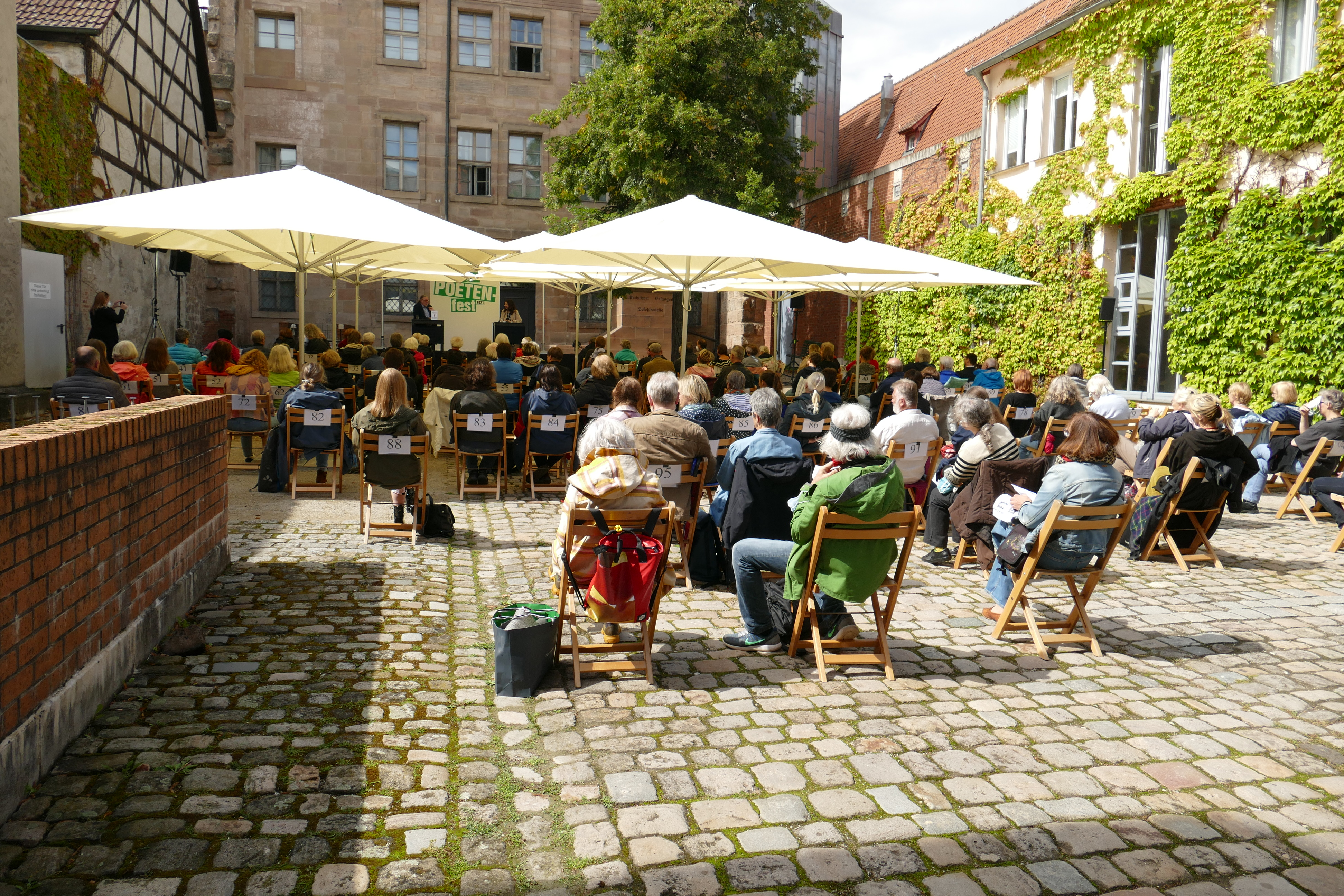
La cour du musée pendant Poetenfest